# ギリーは幸せになる
『ギリーは幸せになる』（ギリーはしあわせになる、The Great Gilly Hopkins）は2016年のアメリカ合衆国のドラマ映画。監督はスティーヴン・ヘレク、主演はソフィー・ネリッセが務めた。本作はキャサリン・パターソンが1978年に発表した小説『ガラスの家族』を原作としている。
本作は日本国内で劇場公開されなかったが、2017年11月17日にDVDが発売された。
なお、本作がWOWOWで放送された際には、『ギリー・ホプキンズの不機嫌な日常』というタイトルが使用された。

## ストーリー
ギリー・ホプキンズはその反抗的な態度故に里親を転々としていた。今度はメイム・トロッターの元に預けられることになった。メイムは今まで里親として十人以上の子供を育ててきたベテランだったが、ギリーはメイムにも心を開こうとしなかった。実は、ギリーは一度も会ったことのない実母（コートニー）と一緒に暮らすことを望んでいたのだが、実母に関する情報を思うように得られずにいたのである。しかし、メイムの優しさは徐々にギリーの頑なな心を溶かしていくのだった。

## キャスト
- ソフィー・ネリッセ - ギリー・ホプキンズ
- キャシー・ベイツ - メイム・トロッター
- グレン・クローズ - ノニー・ホプキンズ
- ジュリア・スタイルズ - ラザフォード・ホプキンズ
- ザカリー・ヘルナンデス - ウィリアム・アーネスト
- ビル・コッブス - ミスター・ランドルフ
- オクタヴィア・スペンサー - ハリス先生
- ビリー・マグヌッセン - エリス
- クレア・フォーリー - アグネス
- サミー・ピニャローサ - ラジーム
- トビー・ターナー - チケット販売業者

## 製作
2013年2月8日、スティーヴン・ヘレク監督の新作映画にキャシー・ベイツとダニー・グローヴァーが出演するとの報道があった。2014年2月6日、ソフィー・ネリッセ、グレン・クローズ、オクタヴィア・スペンサーの出演が決まったと報じられた。5月9日、スケジュールの都合でクローヴァーが降板したことを受けて、代役としてビル・コッブスが起用された。また、ジュリア・スタイルズの出演も決定した。

## 公開・マーケティング
2016年5月14日、ライオンズゲート・プレミアが本作の全米配給権を獲得したと報じられた。8月10日、本作のオフィシャル・トレイラーが公開された。

## 評価
本作は批評家から好意的に評価されている。映画批評集積サイトのRotten Tomatoesには17件のレビューがあり、批評家支持率は65%、平均点は10点満点で5.66点となっている。また、Metacriticには9件のレビューがあり、加重平均値は47/100となっている。